# Кирилюк, Алиса Андреевна
Алиса Андреевна Кирилюк (род. 9 июля 1990, Москва) — российская яхтсменка, победительница летней Универсиады в соревнованиях в классе 470, чемпион России, участница Летних Олимпийских игр 2016 года. Мастер спорта.

## Спортивная биография
Заниматься парусным спортом Алиса Кирилюк начала в 11 лет в парусной школе «Авангард». Первое время молодая спортсменка выступала в классах «Оптимист», «Кадет», «Луч-М», «Луч-Р». На взрослом уровне Алиса стала выступать в классе «Лазер-Радиал». Из-за травмы колена и недостатка физической подготовки Кирилюк приняла решение сменить «Лазер» на класс лодок «470».
В 2011 году Кирилюк и Дмитриева вместе с Денисом Грибановым и Владимиром Чаусом стали чемпионами летней Универсиады в командной гонке. В сентябре 2012 года Кирилюк и Дмитриева на соревнованиях в Новороссийске стали чемпионками России в классе «470». В 2014 году российский экипаж выступил на чемпионате мира в испанском Сантандере. По итогам соревнований Кирилюк и Дмитриева заняли высокое 11-е место, что также позволило завоевать лицензию на участие в летних Олимпийских играх 2016 года в Рио-де-Жанейро. В октябре 2014 года Кирилюк с Дмитриевой завоевали серебряные медали чемпионата России, уступив лишь экипажу Иванова/Герасимова. В сентябре 2015 года Кирилюк вместе с Николаем Водяницким и Игорем Пузановым стала победительницей открытого чемпионата России в классе «эМ-Ка». В октябре 2016 года стала чемпионкой России в классе «470» вместе с Людмилой Дмитриевой.
С 2017 года выступает вместе с Анжеликой Черняховской.
- 2020 год. Чемпион России в классе «470» вместе с Анжеликой Черняховской[6].
- 2021 год. Чемпион России в новой олимпийской дисциплине «470», смешанный разряд. Вместе с Денисом Грибановым[7].

## Образование и государственная служба
- Окончила Государственный университет управления по специальности «менеджер-эколог».
- Имеет воинское звание прапорщик (на 2016 год)[8].

## Семья
- Отец — Андрей Кирилюк , участник трёх летних Олимпийских Игр, лауреат премии «Яхтсмен года 2013»;[9]
- брат — Павел, яхтсмен
- дочь Линда (род. в 2021 году)